# إنجي موكس
إنجي موكس (بالألمانية: Inge Maux)‏ هي ممثلة نمساوية، ولدت في 2 أكتوبر 1944 في النمسا.

## وصلات خارجية
- إنجي موكس على موقع IMDb (الإنجليزية)
- إنجي موكس على موقع قاعدة بيانات الفيلم (الإنجليزية)